# Euancala irrorata
Euancala irrorata är en tvåvingeart som först beskrevs av Surcouf 1909.  Euancala irrorata ingår i släktet Euancala och familjen bromsar. Inga underarter finns listade i Catalogue of Life.